# HMS Manchester (15)
La HMS Manchester (Pennant number C15), è stata un incrociatore leggero classe Town, tipo Gloucester, della Royal Navy. Venne impostata nei cantieri Hawthorn Leslie di Hebburn nel marzo 1936, varata nell'aprile dell'anno seguente ed entrò in servizio il 4 agosto 1938. Ebbe una carriera relativamente breve ma molto attiva durante la seconda guerra mondiale.

## Servizio

### 1939-1940
Allo scoppio della guerra la Manchester era in servizio nelle Indie Orientali con il Quarto Squadrone Incrociatori, ma venne immediatamente richiamata in patria, dove arrivò il 25 novembre 1939. Servì quindi nella Home Fleet con base a Scapa Flow, con compiti di pattuglia nel Mare del Nord. Durante una di queste missioni il 21 febbraio 1940 catturò il mercantile tedesco Wahehe. Partecipò poi alle operazioni della Campagna di Norvegia, durante la quale ottenne il suo primo Battle Honour. In seguito venne trasferita nell'estuario dell'Humber con compiti anti invasione fino al 15 settembre, quando venne distaccata nel Mediterraneo per partecipare all'Operazione Collar, un convoglio veloce diretto a Malta ed Alessandria d'Egitto. Il 27 novembre successivo partecipò alla Battaglia di Capo Teulada, senza ricevere danni. Il 13 dicembre la Manchester fu di ritorno in patria, dove passò i primi quattro mesi dell'anno successivo in cantiere per un raddobbo.

### 1941-1942

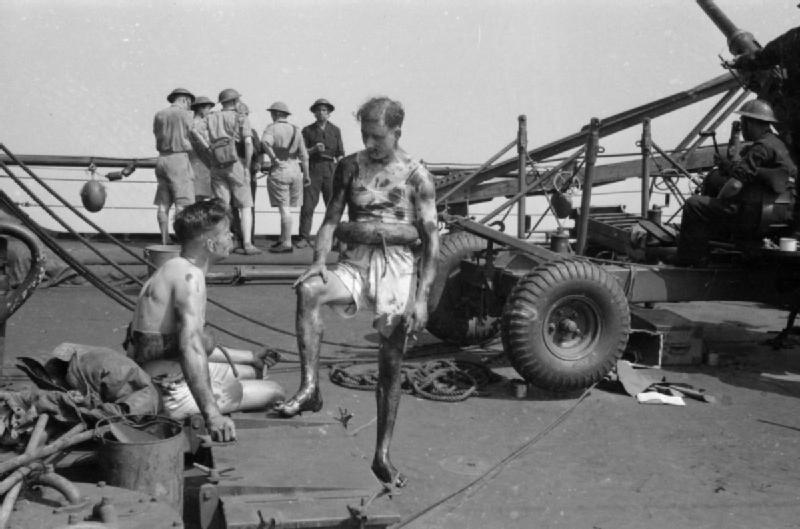
Due marinai estratti da sottocoperta dopo l'impatto del siluro avvenuto il 23 luglio 1941

Durante la sortita della Bismarck, nella seconda metà di maggio, pattugliò lo Stretto di Danimarca. Nel luglio successivo tornò nel Mediterraneo per scortare un importante convoglio diretto a Malta, ma il 23 luglio venne colpita a dritta da un siluro lanciato da un aereo italiano e gravemente danneggiata. Delle riparazioni temporanee vennero intraprese a Gibilterra, successivamente venne trasferita a Filadelfia per le riparazioni definitive. I lavori vennero completati il 27 febbraio 1942, dopodiché tornò a Portsmouth, dove le ultime riparazioni vennero completate per la fine di aprile. Al ritorno in servizio venne inquadrata nella Home Fleet nella prima settimana di maggio, successivamente scortò un convoglio artico diretto in Unione Sovietica e partecipò al rinforzo dell'isola di Spitsbergen. In agosto venne riassegnata al Mediterraneo.
Prese quindi parte all'Operazione Pedestal, che aveva come obiettivo quello di rifornire Malta, sotto assedio da parte delle forze dell'asse e sottoposta a continui bombardamenti. La battaglia che seguì, ricordata con il nome di Battaglia di mezzo agosto, causò diverse importanti perdite alle forze inglesi, inclusa la perdita della portaerei Eagle. Durante l'operazione, il 13 agosto, la Manchester venne silurata dai motosiluranti MS 16 e MS 22, rimanendo gravemente danneggiata. Successivamente la nave venne autoaffondata vista l'impossibilità di ripararla o di trainarla in porto.
Il suo comandante, il Capitano Harold Drew, venne deferito alla Corte Marziale, in quanto l'Ammiragliato credeva che la nave potesse essere salvata e fosse capace di raggiungere un porto neutrale. Il Capitano venne ritenuto colpevole, il suo operato venne censurato ed espulso dal servizio. Fu una decisione molto controversa, in quanto la Manchester al momento dell'autoaffodamento si trovava gravemente danneggiata ed il timore del Capitano Drew era che potesse cadere in mani nemiche insieme a tutta la sua apparecchiatura radar.

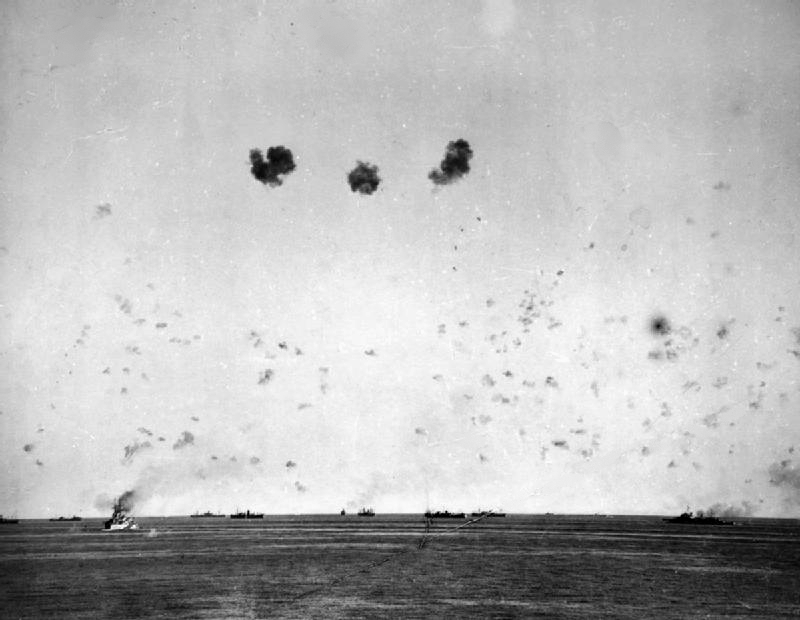
Il forte fuoco antiaereo del convoglio alleato durante l'operazione Pedestal. La Manchester si trova sulla destra

Alcuni marinai vennero recuperati successivamente da navi alleate, mentre altri vennero catturati e tenuti prigionieri dalla Francia di Vichy in Tunisia.
Durante la sua breve carriera la Manchester ricevette quattro Battle Honours.

### Annotazioni
1. ↑  La MS 22 era al comando del tenente di vascello Franco Mezzadra, decorato di Medaglia d'oro al valor militare alla memoria.

### Fonti
1. ↑  Peillard, p. 217.